# كلوريد الراديوم
 كلوريد الراديوم (RaCl2) هو مركب كيميائي من الراديوم والكلور، وهو أول مركب راديوم يعزل في صورة نقية. استخدمته ماري كوري عند فصلها للراديوم عن الباريوم. أول فصل لمعدن الراديوم كان عن طريق التحليل الكهربائي لمحلول من كلوريد الراديوم باستخدام كاثود من الزئبق.

## التحضير
يتبلور كلوريد الراديوم من المحلول كثنائي هيدرات. ويمكن تجفيفه عن طريق تسخينه إلى 100° مئوية في الهواء لمدة ساعة، ثم إلى 520° مئوية لمدة خمس ساعات ونصف الساعة تحت الأرجون. في حالة وجود أنيونات أخرى معلّقة، يمكن تفعيل التجفيف عن طريق الصهر تحت كلوريد الهيدروجين.
يمكن كذلك تحضير كلوريد الراديوم عن طريق تسخين بروميد الراديوم في تيار من كلوريد الهيدروجين الجاف, أو عن طريق تجفيف كبريتات الراديوم بالهواء الجاف، ثم تسخين الكبريتات في تيار من كلوريد الهيدروجين.

## الخصائص
كلوريد الراديوم مادة صلبة بيضاء عديمة اللون، لها بريق أخضر ذو زرقة خاصةً عند تسخينه. يتغير لون كلوريد الراديوم تدريجيًا مع القِدَم إلى الأصفر، وقد يضفي عليه تلوثه بالباريوم لونًا ورديًا خفيفًا، وهو أقل ذوبانية في الماء من كلوريدات معادن الأرض القلوية الأخرى، ففي درجة حرارة 25° مئوية، تبلغ ذوبانيته 245 جم/لتر، بينما تبلغ ذوبانيته كلوريد الباريوم 307 جم/لتر، ويكون الفارق أكبر في محلول حمض الهيدروكلوريك. تستخدم هذه الخاصية في المراحل الأولى من فصل الراديوم من الباريوم عن طريق التبلور التجزيئي. ويعد كلوريد الراديوم قابلاً للذوبان بدرجة بسيطة في حمض الهيدروكلوريك الإيزوتروبي، وغير قابل للذوبان تقريبًا في حمض الهيدروكلوريك المركز.
يتواجد كلوريد الراديوم الغازي على شكل جزيئات RaCl2 كما هو الحال مع هاليدات معادن الأرض القلوية. يظهر الغاز امتصاصية قوية في الطيف المرئي عند 676,3 نانومتر و 649.8 نانومتر (أحمر)، وتقدر طاقة تفكك رابط الراديوم-الكلورين بقيمة 2,9 إلكترون فولت، وطوله بقيمة 292 بيكومتر.
خلافا لكلوريد الباريوم المغناطيسي المعاكس، فإن كلوريد الراديوم متوازٍ مغناطيسيًا بشكل ضعيف، بقابلية مغناطيسية تبلغ 1,05×106، وهو يختلف أيضًا عن كلوريد الباريوم في لون اللهب، فهو أحمر في حين كلوريد الباريوم أخضر.

## الاستخدامات
لا يزال كلوريد الراديوم يستخدم في المراحل الأولية لفصل الراديوم عن الباريوم خلال استخراج الراديوم من البيتشبلند. ورغم كميات المواد الضخمة المتعلقة بهذه العملية (أطنان من الخام لميلليجرامات من الراديوم)، تفضل هذه الطريقة الأقل تكلفة (ولكنها الأقل فعالية) على الطرق القائمة على استخدام بروميد الراديوم أو كرومات الراديوم (التي تستخدم لمراحل لاحقة من عملية الفصل).

## للقراءة
- Kirby, H. W. and Salutsky, Murrell L. (1964) The Radiochemistry of Radium, Subcommittee on Radiochemistry, National Academy of Sciences